# Soledad Muniategui Lorenzo
Soledad Muniategui Lorenzo (Caracas, 24 de julio de 1962) es una científica española, catedrática universitaria especializada en química analítica y en estudos mediambientales.

## Biografía

### Formación
Soledad Muniategui alcanzó los siguientes títulos académicos:
- Licenciada en Farmacia por la Universidad de Santiago de Compostela (1985).
- Diplomada en Óptica Oftálmica y en Acústica Audiométrica por la misma Universidad (1986).
- Doctora en Farmacia por la misma Universidad (1989), con la lectura de la tesis titulada "Color, origen botánico y composición del polen apícola", dirigida por el doctor Jesús Simal Lozano. (Leer el resumen aquí).
- Máster por la Eurpean School on Environmental Sciences and Engineering dentro del programa COMETT de la Unión Europea (1992-1994). Este es un programa que fomenta la cooperación entre las universidades y las industrias en el campo de la capacitación tecnológica.[2]

### Académica
El día 20 de marzo de 2013 fue recibida en la Academia de Farmacia de Galicia, en la que ocupa la medalla nº 24, acto en el que leyó su discurso "Medio ambiente y Salud. Una visión analítica sobre los contaminantes prioritarios y de interés emergente".

### Labor investigadora, profesional y docente
El trabajo investigador de la doctora Muniategui se centra en:
- Nuevas estrategias de análisis rápidos, sensibles, selectivos y ambientalmente sostenibles.
- Desarrollo de metodologías analíticas: técnicas de extracción, cromatografía de líquidos, cromatografía de gases, electroforesis capilar, espectroscopía molecular, espectrofluorimetría, espectroscopía de absorción y emisión atómica.
- Evaluación de contaminantes ambientales: compuestos orgánicos persistentes y emergentes (hidrocarburos, pesticidas, dioxinas y bifenilospoliclorados (PCBs), fármacos y productos de higiene personal, plastificantes, disruptores endocrinos) e inorgánicos (metales traza, compuestos organometálicos) y microplásticos.
- Todo eso para su aplicación en los siguientes campos: atmósfera, aguas, sedimentos, biota, productos de consumo, suelos, carbónes y otros productos de combustión.

Soledad Muniategui participó en más de 30 proyectos de I+D+I de ámbito autonómico, estatal y europeo, y en más de 50 contratos o convenios con empresas, instituciones públicas y centros tecnológicos, en la mayoría dee ellos como investigadora principal. Participó en estudios de intercomparación de métodos analíticos y en ejercicios interlaboratorio de ámbito nacional y europeo. Colaboró en varios comités de organización de congresos científicos de ámbito nacional e internacional. Tiene tres patentes e modelos de utilidad registrados, una de ellas, Passive contaminent sampling device, de ámbito europeo, concedida el 4 de junio de 2016.
La profesora Muniategui dirigió 13 tesis de doctorado.

### Sociedades científicas y profesionales de las que es miembro
Entre otras, la doctora Muniategui es miembro de las siguientes instituciones:
- Vocal de la junta directiva de la Sociedad Española de Química Analítica (2009-2013), y vicepresidenta de la misma desde 2013.
- Vocal del Consejo Gallego de Seguridad Alientaria de la Junta de Galicia.
- Miembro del Grupo Técnico sobre Contaminates Orgánicos Persistentes (COP), del Ministerio de Agricultura, Pesca y Alimentación (2009-2012) y (2015-actualidad).
- Miembro del Comité Científico de la Agencia Española de Seguridad Alimentaria y Nutrición (AECOSAN), Sección Consumo, desde 2015.

### En la Universidad de La Coruña
En la Universidad de La Coruña desempeña los siguientes cargos académicos o de gestión:
- Directora del Instituto Universitario de Medio Ambiente. (Desde el 17 de octubre de 2016. Anteriormente, desde la fundación de este Instituto, el 17 de marzo de 2014, fue su secretaria).
- Vocal coordinadora de la Comisión Académica "Máster Universitario en Ciencias, Tecnologías y Gestión Ambiental". (Desde el 11 de diciembre de 2013).
- Vocal de la Comisión Académica del "Programa Oficial de Doctorado en Química Ambiental y Fundamental". (Desde el 11 de octubre de 2013).
- Vocal coordinadora de la "Comisión de Calidad de la Facultad de Ciencias". (Desde el 20 de mayo de 2013).

## Publicaciones
La profesora Muniategi publicó 18 artículos en revistas científicas, fue coautora o coeditora de 14 libros colectivos, y de un libro en solitario (su tesis doctoral):
- Soledad Muniategui (1989): Color, origen botánico y composición del polen apícola. Santiago de Compostela: Universidad de Santiago de Compostela. Servizo de Publicacións. ISBN 84-7191-534-0.[10]

### Libros colectivos
- 2001 - Prevención da contaminación no sector enerxético: refino de petroleo. (Con Vicente Beceiro Veiga, José Manuel Martínez Mayán, Senén Fernández Hermida, Darío Prada Rodríguez, Purificación López Mahía y Dolores Esther Fernández Fernández). Santiago de Compostela: Editorial Colección Técnica Medio Ambiente. D.L.C-1828.
- 2001 - Prevención da contaminación no sector de transformación da madeira: fabricación de taboleiros. (Con Darío Prada Rodríguez y Purificación López Mahía). Santiago de Compostela: Editorial Colección Técnica Medio Ambiente. D.L.C-1146.
- 2001 - Prevención da contaminación no sector de transformación da madeira: fabricación de pasta de papel. (Con Darío Prada Rodríguez y Purificación López Mahía). Santiago de Compostela: Editorial Colección Técnica Medio Ambiente. D.L. PO-106.
- 2001 - Prevención da contaminación no sector de industrias Lácteas. (Con Darío Prada Rodríguez y Purificación López Mahía). Santiago de Compostela: Editorial Colección Técnica Medio Ambiente. D.L.C-135.
- 2002 - Prevención da contaminación no sector enerxético: centrais térmicas. (Con Darío Prada Rodríguez y Purificación López Mahía). Santiago de Compostela: Editorial Colección Técnica Medio Ambiente. ISBN 84-4533-342-9.
- 2005 - Importancia industrial y medioambiental de especies metálicas tóxicas. (Con Carmen María Moscoso Pérez, Jorge Moreda Piñeiro, Purificación López Mahía, Dolores Esther Fernández Fernández y Darío Prada Rodríguez). Santiago de Compostela: Editorial Tórculo Artes Gráficas S.L. ISBN 84-6890-900-9.
- 2007 - "Surfactants in cosmetics. Analytical methods. Determination of surfactants in cosmetics". (Con Mª del Carmen Prieto Blanco. Purificación López Mahía e Darío Prada Rodríguez). Analysis of Cosmetic Products, pp. 297-328. Nueva York, NY, USA: Elsevier. ISBN 978-0-4445-2260-3.
- 2009 - "A comparison of microwave assisted extraction and pressurized fluid extraction with the classical methods in the analysis of persistent organic pollutants from environmental samples". (Con Estefanía Concha Graña, María Piñeiro Iglesias, Purificación López Mahía y Darío Prada Rodríguez). Methods & New Trends in Environmental, Biological and Food Analysis of Persistent Organic Pollutants (POPs). pp. 139-160. Nueva York, NY, USA: Elsevier. ISBN 978-81-3080-286-2.
- 2014 - Jornada sobre estrategias para la innovación de la actividad docente en Química Analítica: contenidos y herramientas. [Editora, junto con Elena Domínguez, Arántzazu Narváez, José Luis Pérez Pavón y M. Torres). Madrid: Sociedad Española de Química Analítica (SEQA). ISBN 978-84-6169-373-3.
- 2014 - "Conectando las actividades de docencia interactiva con la adquisición de competencias del Grado en Química a través de la asignatura Química, Información y Sociedad". (Con M. C. Prieto Blanco y A. Carlosena-Zubieta). Investigaciones en el contexto universitario actual. pp. 499-503. Barbadás, Ourense: Educación Editora. ISBN 978-84-1552-416-8.
- 2016 - II Jornada sobre estrategias para la innovación de la actividad docente en Química Analítica: contenidos y herramientas. (Editora, junto con Elena Domínguez, Arántzazu Narváez, José Luis Pérez Pavón y M. Torres). Madrid: SEQA. ISBN 978-84-6089-491-9.
- 2016 - "Evolution of the targets in environmental analysis". (Con Carmen Moscoso-Pérez, Verónica Fernández González, Purificación López Mahía y Darío Prada Rodríguez). Encyclopedia of Analytical Chemistry. pp. 2-29. Hoboken, New Jersey, USA: John Wiley & Sons, Ltd. ISBN 978-0-4700-2731-8.
- 2017 - "Surfactants in Cosmetics: Regulatory aspects and analytical methods". (Con María del Carmen Prieto Blanco, M. Fernández-Amado, Purificación López-Mahía y Darío Prada Rodríguez). Analysis of Cosmetic Products (2th edition), pp. 249-287. Nueva York, NY, USA: Elsevier Science. ISBN 978-0-4446-3508-2.
- 2017 - "New Trends in the Analysis of Endocrine Disrupting Compounds in Environmental Samples. Environment: Water and Waste". (Con Noelia Salgueiro González, Purificación López Mahía y Darío Prada Rodríguez). Encyclopedia of Analytical Chemistry: Applications, Theory and Instrumentation, pp. 1-20. Hoboken, New Jersey, USA: John Wiley & Sons, Ltd. ISBN 978-0-4700-2731-8.